# FCA Srbija
FCA Srbija (ФИАТ Крајслер Аутомобили Србија), era nata dalla Zastava Automobiles, costruttore serbo di autoveicoli di Kragujevac, Serbia. È conosciuta come costruttore di veicoli basati sui modelli Fiat, assemblati dal 1955 per il mercato dell'Europa dell'Est. È divenuta sussidiaria della Fiat dal 2008, rinominata Fiat Automobili Srbija (o Fiat Automobiles Serbia). Diviene sussidiaria Fiat Chrysler Automobiles nel 2014.

## Storia

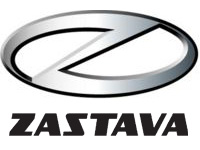
Zastava Automobiles logo

I modelli prodotti furono Fiat 128 e Fiat 600. Durante gli anni ‘70 – ‘80, Zastava produsse anche per il mercato occidentale con il marchio "Yugo". La Yugo Sana, fu disegnata da Giorgetto Giugiaro e lanciata nel 1990. Il brand Yugo scomparve con la Guerra nel 1993. Nel 1999, la fabbrica fu bombardata dalla NATO per la Guerra del Kosovo.
Nel settembre 2005 la Fiat fece produrre il modello 2003 della Fiat Punto con il nome Zastava 10.
Nel dicembre 2007, la Serbia annunciò la privatizzazione per l'aprile 2008.

### Memorandum of understandingFiat-Zastava
Il 28 luglio 2008, Fiat sigla un accordo per il controllo dell'azienda Zastava investendo €700 milioni in cambio del 67% delle azioni e la rimanente quota per un valore di €100 milioni in mano al Governo della Serbia. Più tardi la quota salì al valore di €300 milioni. Fiat assicurò investimenti per occupazione e una capacità produttiva di 330.000 unità nel 2012.
L'ultima Zastava esce dallo stabilimento il 21 novembre 2008.
Nel marzo 2015, FIAT Automobiles Serbia (FAS) diventa FIAT Chrysler Automobiles Serbia, Kragujevac Limited (FCA Serbia). L'azienda rivela il nome dopo il merge tra FIAT S.p.A. e  Chrysler Group LLC.
Nel giugno 2016 viene annunciato da Fiat Chrysler Automobiles il ridimensionamento della forza lavoro, facendo passare da tre a due i turni di produzione della Fiat 500L, causa la costante diminuzione dei veicoli commercializzati in Europa e Nord America.

## Prodotti

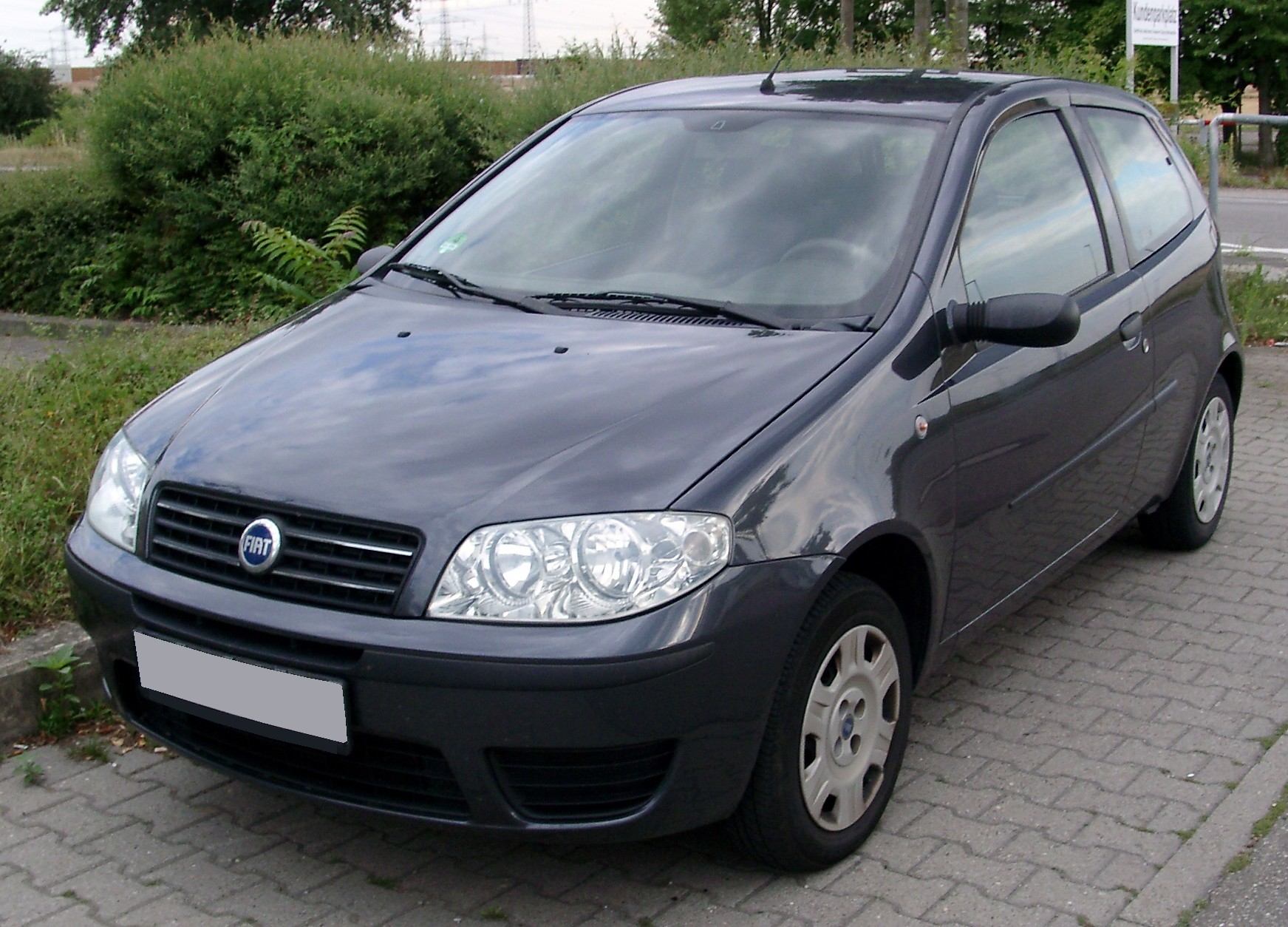
Fiat Punto Classic (2008–2011)

### Fiat Punto Classic
Commercializzata Zastava 10 dopo l'acquisto della maggioranza di Zastava nell'autunno 2008, Fiat produsse con nome “Fiat Punto Classic” dal marzo 2008 fino al 2011.

### Fiat 500L

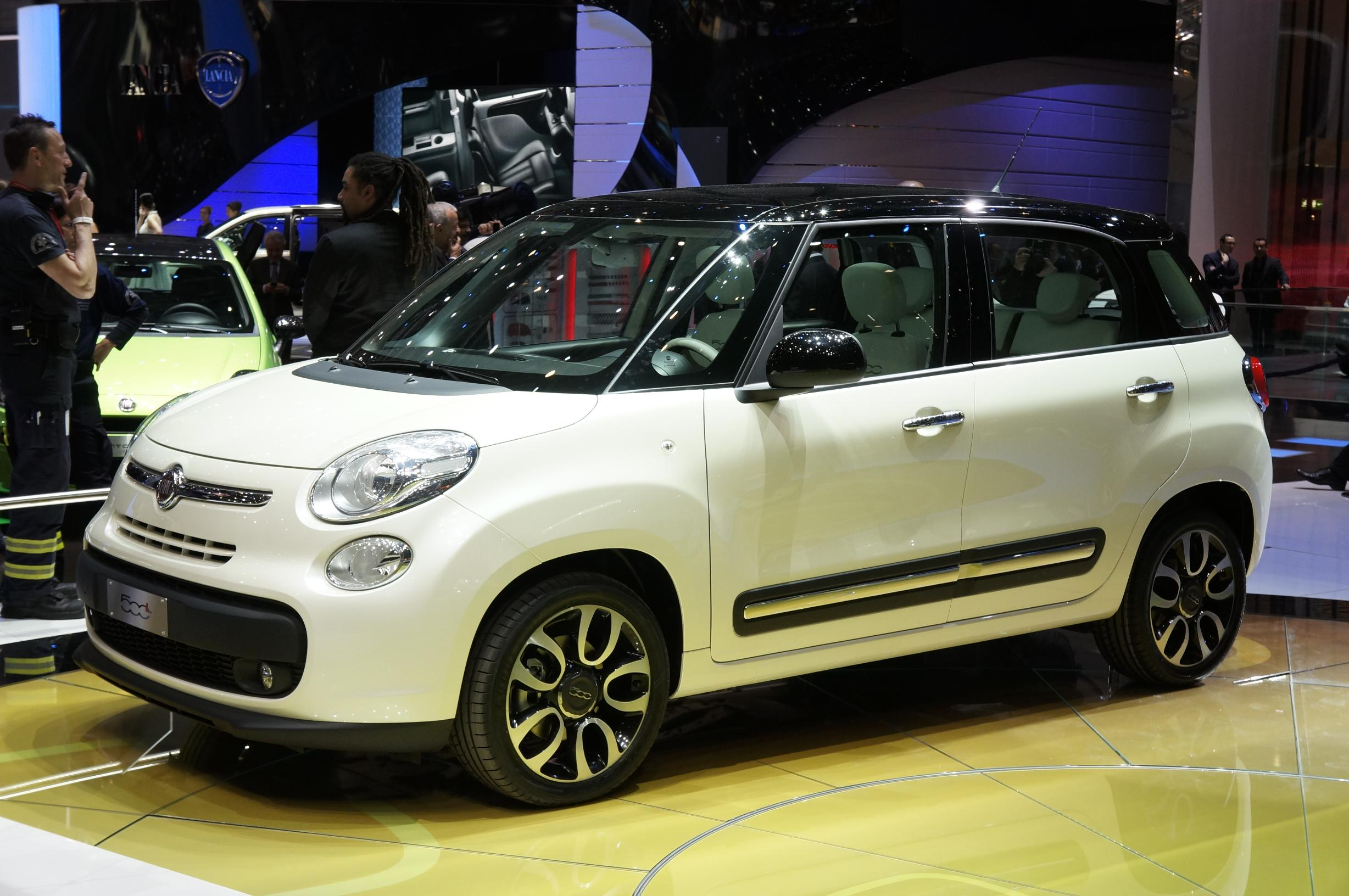
Fiat 500L (2012–2022)

La Fiat 500L è stata fabbricata per circa 10 anni a Kragujevac, invece che a Mirafiori, per le scarse relazioni sindacali del periodo.

### Fiat Grande Panda

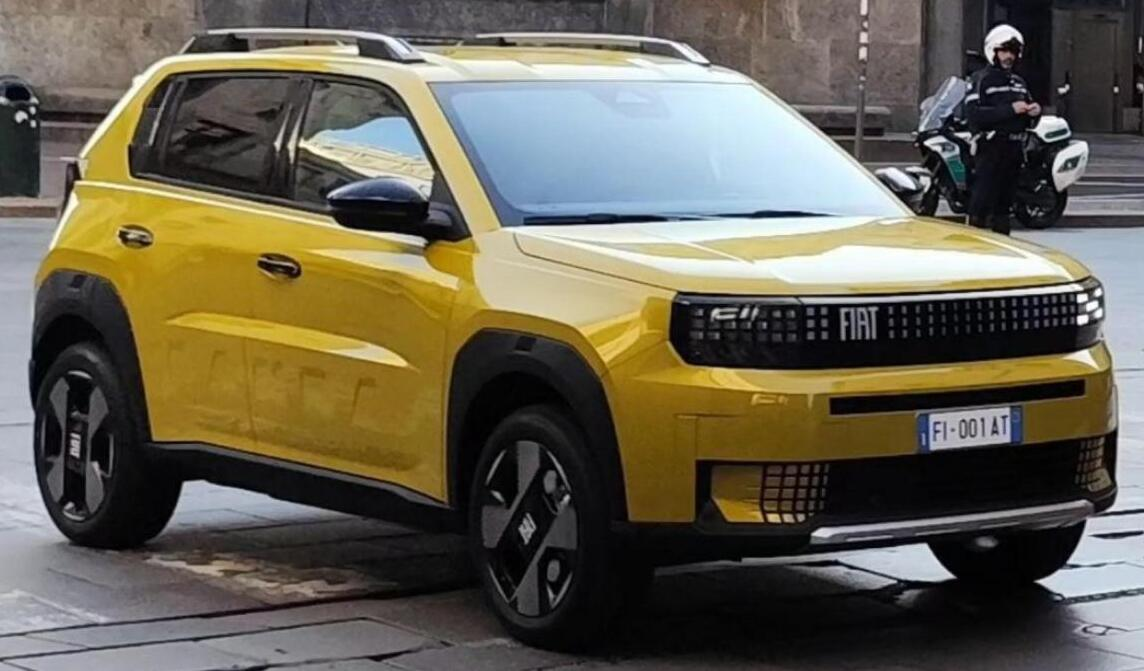
Fiat Grande Panda